# Orthometopon phaleronense
Orthometopon phaleronense là một loài chân đều trong họ Trachelipodidae. Loài này được Verhoeff miêu tả khoa học năm 1901.